# Rhagoletis acuticornis
Rhagoletis acuticornis är en tvåvingeart som först beskrevs av Steyskal 1979.  Rhagoletis acuticornis ingår i släktet Rhagoletis och familjen borrflugor. Inga underarter finns listade i Catalogue of Life.